# Vinare, Vrba na Koroškem
Vinare (nemško Weinzierl) je naselje v Občini Vrba na Koroškem v Okraju Beljak-dežela na Koroškem v Avstriji.